# Руска освободителна армия
Руската освободителна армия (на руски: Русская освободительная армия, съкратено РОА; на немски: Russische Befreiungsarmee), известна и като Власовска армия (на руски: Власовская армия), е колаборационистко формирование, съставено главно от руснаци, което се сражава под Германското главното командване през Втората световна война.
Образувана е от бившия генерал-лейтенант на Червената армия Андрей Андреевич Власов и има за цел да воюва срещу СССР в подкрепа на Нацистка Германия. Между членовете на военното формирование са бивши съветски военнопленници, емигранти и работници. Официално съществува от есента на 1944 г., като от 28 януари 1945 г. получава юридически статут на въоръжена сила, съюзена с Третия райх, но неутрална спрямо САЩ и Великобритания.
Според редица изследователи, армията на ген. Власов, противно на очакванията на Третия райх, се превръща в истинска руска национална армия, заела се с борбата срещу Сталинското правителство. Смята се, че голяма част от състава на армията не споделя националсоциалистическите възгледи.
Общата численост на РОА възлиза, според някои изчисления, на около 130 000 души. Отделни части от Власовската армия участват в Пражкото въстание от май 1945 г. срещу немските окупатори. Въпреки че повечето от войниците са пленени от американските войски, Власовата армия е предадена на съветската власт, която се отнася към тях безпощадно – изпратени са в лагерите на ГУЛАГ в Сибир без дори да са изправени пред съд. Самият Власов и девет от неговите генерали са екзекутирани в Съветския съюз на 1 август 1946 г.
Мотивите за включване на съветските военнопленници, включили се в РОА, варират между желанието за сваляне на комунистическият тоталитарен режим и тежките условия в немските лагери за съветски военнопленници. Според немският военен историк Йоахим Хофман движението е било руско патриотично, демократично и освободително по характера си и би могло да доведе до немската победа в Източна Европа, ако Хитлер е обявил и водил войната против Съветският съюз като „Освободителен поход против Болшевизма“ вместо като „расова война“.